# Folklore

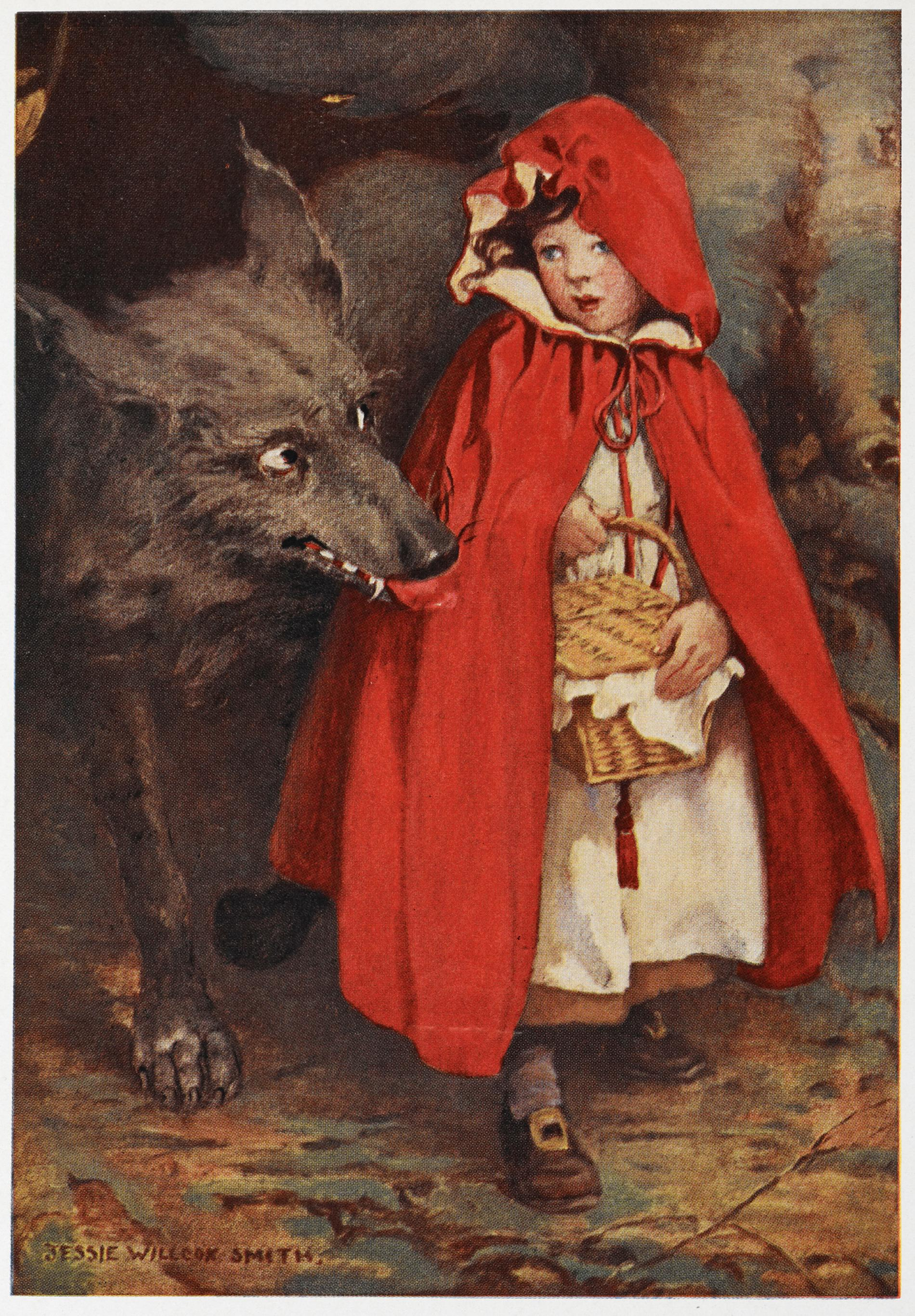
Sagan om Rödluvan är en del av europeisk folkminne.

Folklore (engelska för "folklära"), även folklor, folkminnen och folkliga traditioner, är folksagor och folksägner, folktro samt även folkloristik, folkminnesforskning. Termen är vidare en samlande benämningar på föreställningar om det fantastiska och övernaturliga, som sprids genom muntlig tradition, eller på allmogekulturens yttringar och produkter i allmänhet. Folkminnen är en äldre skandinavisk benämning på folklor, specifikt just den traditionella allmogekulturens traditioner. Folkminnen kan handla om i stort sett allt som hör livet till, såsom arbete och fritid, matvanor och seder, trosföreställningar, läkekonst, musikliv med mera.

## Etymologi
Begreppet folklore är inte särskilt gammalt – det engelska ordet myntades 1846 av William Thoms från engelska folk och lore (lära). Det blev ett slagkraftigt ord som sammanfattade vad en gruppering inom det tidiga 1800-talets intellektuella tyckte var intressant hos landsbygdens underklass; estetiska uttrycksformer som föreföll ålderdomliga, genuina och ursprungliga. Thoms definierade folklore som "the manners, customs, observances, superstitions, ballads, proverbs, etc., of the olden times". I Sverige hade Peter Wieselgren redan 1834 lanserat termen folkminnen för andlig folkkultur, folkdiktning och festsed. Det blev även den dominerande ämnesbeteckningen för folkminnesforskning inom de nordiska länderna.

## Vetenskap
Det vetenskapliga studiet om folklore kallas folkloristik. Arkivens folkminnessamlingar är viktiga källor för många människor och för forskare inom flera vetenskapsgrenar, såsom etnologer, arkeologer och historiker. I Sverige omfattar disciplinen folklivsforskning även folkloristiken.